# Площадь Искусств (Челябинск)
Пло́щадь Иску́сств — находится в Центральном районе Челябинска, между улицами Труда, Кирова и Цвиллинга. Это одна из первых площадей города. Эта площадь — ровесница Челябинска. На западной части современной площади находилась Челябинская крепость.

## История
Ранее площадь называлась Христорождественской, Соборной, так как на ней находился Христорождественский собор. В советскую эпоху площадь переименовали в честь Емельяна Михайловича Ярославского — видного партийного деятеля, организатора широкомасштабной атеистической компании 1930-х годов. В 1932 году Христорождественский собор был снесён, а с 1937 года на площади началось строительство музыкально-драматического театра. В 1950-е года площадь Ярославского была реконструирована (проект И. Е. Чернядьева), на ней был разбит сквер. В 1996 году при прокладке теплотрассы в сквере были обнаружены старинные захоронения. Это был первый погост Челябинской крепости, на котором покоились его жители.
В 2010 году на северном краю площади Искусств, на участке выноса трамвайных путей с улицы Труда проводились археологические исследования. Одна из самых интересных находок — остатки северо-восточного бастиона первой Челябинской крепости. Была обнаружена площадка бастиона, оконтуренной рвом — сам бревенчатый бастион был разобран ещё в середине XVIII века. Очевидно, после сноса первой крепости границу кладбища сдвинули к западу (на плане города 1768 года ограда кладбища показана пунктиром, оконтуривающим площадку рядом с собором и церковью Николая Чудотворца). При раскопках были расчищены остатки частокола, шедшего с юга на север и пересекавшего ров и площадку бастиона. На площадке бастиона при зачистке были выявлены пятна могильных ям. Сам бастион был расчищен напротив западной стороны здания Областной картинной галереи (располагается в пассаже Яушевых).
28 марта 2023 года городской Думой Челябинска принято решение о переименовании площади в площадь Искусств, объяснив это большой концентрации вокруг площади учреждений культуры и искусства, а также спорности личности Ярославского среди деятелей культуры.

## Здания и сооружения на площади
Единственным объектом имеющим адрес на площади, является Челябинский театр оперы и балета имени М. И. Глинки.
На площади установлен памятник русскому композитору М. И. Глинке.

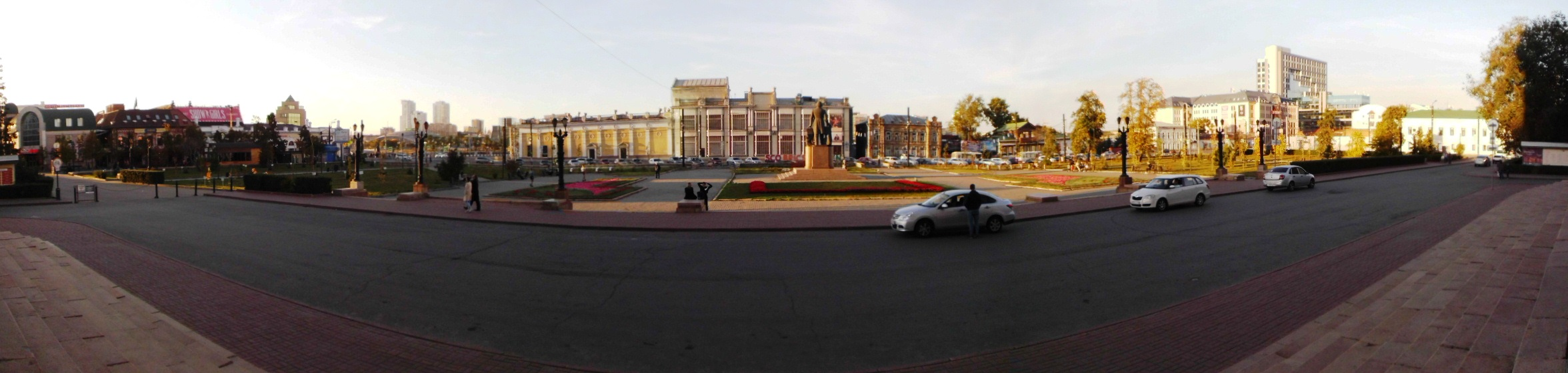
Площадь Искусств, панорамный снимок. Вид от театра им. Глинки (с южной стороны площади). Прямо справа налево дальше памятника — улица Труда, слева — пересечение улицы Труда и Кирова (переходит из проезжей части в пешеходную), справа пересечение улицы Труда и Цвиллинга (начало улицы). Посередине здания на улице Труда (слева направо): филармонии, пассажа Яушевых, особняка Яушевых, дома Жуковского